# لوبیا سیاه
لوبیا سیاه یکی از غنی‌ترین انواع حبوبات در جهان است. مبدأ آن به کشورهای آمریکای مرکزی و جنوبی همچون مکزیک و برزیل برمی‌گردد و در تهیه و پخت بسیاری از غذاهای بومی این مناطق مورد استفاده قرار می‌گیرد.
لوبیا سیاه در ایران در شهرستان خمین بدون سم و کود شیمیایی کشت می‌شود و معمولاً ریزتر و ارگانیک می‌باشد که همین امر سبب خوشمزگی بیشتر و چند برابر کردن خواص لوبیا سیاه می‌شود.

## خواص
لوبیا سیاه ضمن داشتن کالری پایین، از مقادیر فراوان پروتئین، آهن، مولیبدن، فیبر، آنتی‌اکسیدان، فسفر، کلسیم، پتاسیم، زینک، سدیم، ویتامین‌های آ، گروه ب، کا و … برخوردار است.
مصرف لوبیا سیاه به‌صورت مداوم سبب کاهش وزن و تناسب اندام، پیشگیری از بروز سرطان، بروز آنمی در جنین، درمان ام اس و تأمین مواد مغذی مورد نیاز بدن می‌گردد.